# Étoile Carouge Football Club
L'Étoile Carouge Football Club, più semplicemente Étoile Carouge è una società calcistica svizzera della città di Carouge. La sua fondazione risale al 1904. Milita in Challenge League, la seconda divisione del campionato svizzero di calcio.

## Stadio
Il club gioca le partite casalinghe allo Stade de la Fontenette. Costruito nel 2008, ha una capienza di 7 200 spettatori (1 200 seduti e 6 000 in piedi). Le dimensioni sono 105 m per 68 m.

## Organico

### Rosa
Aggiornata al 30 novembre 2024.
| N. |                     | Ruolo | Calciatore         |
| -- | ------------------- | ----- | ------------------ |
| 1  | Angola (bandiera)   | P     | Signori Antonio    |
| 4  | Svizzera (bandiera) | D     | Mathis Magnin      |
| 5  | Svizzera (bandiera) | C     | Yassin Maouche     |
| 6  | Svizzera (bandiera) | C     | Madyen El Jaouhari |
| 7  | Svizzera (bandiera) | C     | Oscar Correia      |
| 8  | Svizzera (bandiera) | D     | Aurélien Chappuis  |
| 9  | Francia (bandiera)  | A     | Bonota Traoré      |
| 10 | Svizzera (bandiera) | C     | Bruno Caslei       |
| 11 | Svizzera (bandiera) | A     | Matheus Vieira     |
| 12 | Svizzera (bandiera) | C     | Enzo Adeagbo       |
| 13 | Svizzera (bandiera) | C     | Nassim Zoukit      |
| 14 | Kosovo (bandiera)   | A     | Florian Hysenaj    |
| 17 | Svizzera (bandiera) | C     | Matteo Regillo     |

| N. |                           | Ruolo | Calciatore        |
| -- | ------------------------- | ----- | ----------------- |
| 18 | Portogallo (bandiera)     | P     | Mamadou Diallo    |
| 19 | Svizzera (bandiera)       | C     | Finley Harrington |
| 20 | Svizzera (bandiera)       | A     | Vincent Nvendo    |
| 21 | Costa d'Avorio (bandiera) | C     | Sidiki Camara     |
| 22 | Svizzera (bandiera)       | D     | Vincent Rüfli     |
| 25 | Francia (bandiera)        | D     | Vincent Felder    |
| 27 | Svizzera (bandiera)       | C     | Ricardo Alves     |
| 28 | Svizzera (bandiera)       | D     | Noah Henchoz      |
| 29 | Svizzera (bandiera)       | A     | Luca Sestito      |
| 30 | Portogallo (bandiera)     | C     | Marculino Ninte   |
| 44 | Svizzera (bandiera)       | P     | Brian Atangana    |
| 80 | Svizzera (bandiera)       | C     | Bastien Oberli    |
| 99 | Svizzera (bandiera)       | P     | Leandro Zbinden   |

### Staff tecnico
| Allenatore:              | Adrian Ursea   |
| Vice allenatore:         | Yvan Bolay     |
| Allenatore dei portieri: | Lucas Vignally |
| Preparatore atletico:    | Sally Sarr     |

## Palmarès

### Competizioni nazionali
- Serie Promozione: 1

1922-1923 (gruppo 1 ovest)
- Lega Nazionale B: 2

1976-1977, 1996-1997
- Prima Lega: 1

1933-1934
- 1ª Lega: 3

2003-2004, 2006-2007, 2018-2019
- Promotion League: 1

2023-2024

### Altri piazzamenti
- Campionato svizzero:

Terzo posto: 1927-1928
- Coppa Svizzera:

Semifinalista: 1929-1930, 1976-1977, 1987-1988
- Challenge League:

Terzo posto: 1975-1976, 1984-1985, 2024-2025
- Prima Lega Promotion:

Terzo posto: 2013-2014